# Gjøvik
Gjøvik és un municipi situat al comtat d'Innlandet, Noruega. La seva població és de 30.137 habitants (2016) i té una superfície de 672 km². El centre administratiu del municipi és el poble homònim.

## Informació general
L'any 1861 la vila de Gjøvik va obtenir la categoria de ciutat i va ser separada del municipi de Vardal, per esdevenir un municipi nou. El 1964, els municipis rurals veïns de Biri, Snertingdal, i Vardal van ser fusionats per crear el municipi de Gjøvik.

### Nom
El nom del poble fa referència a una antiga granja anomenada Gjøvik (nòrdic antic: Djúpvík). El primer element és djúpr que significa "profund" i l'últim element és vík que significa "entrada".

### Escut d'armes
L'escut actual va ser creat el 1960, i mostra un cigne blanc (Cygnus Cygnus). El vaixell de vapor amb rodes més antic del món que encara segueix en funcionament, Skibladner (també anomenat "el cigne blanc del Mjøsa") té la seva base a Gjøvik.
L'escut anterior que es remunta el 1922 tenia un arbre de til·ler, amb la llegenda Vis et voluntas (que vol dir "Força i voluntat") a la part inferior de l'escut. L'altre motiu que va competir contra el disseny una mica irracional del cigne era de tipus "popurri", un disseny característic de les fàbriques de vidre bufat que hi havia al poble.

## Geografia
Gjøvik, juntament amb Hamar, Lillehammer, Brumunddal i Moelv conformen els cinc pobles assentats a les ribes del llac Mjøsa, el llac més gran de Noruega. L'administració del poble de Gjøvik també abasta la zona suburbana de Hunndalen i els districtes rurals de Biri, Snertingdal, i Vardal. El municipi té una població de 30.063 habitants (2015), dels quals unes 16,000 persones viuen a la zona urbana.
Gjøvik limita al nord amb el municipi de Lillehammer, al sud amb els d'Østre Toten i Vestre Toten, mentre que a l'est es troben els municipis de Søndre Land i Nordre Land. A l'altra riba del llac Mjøsa, a l'est, es troba el municipi de Ringsaker, al comtat de Hedmark.
El punt més elevat és el mont Ringsrudåsen amb una elevació de 842 m.

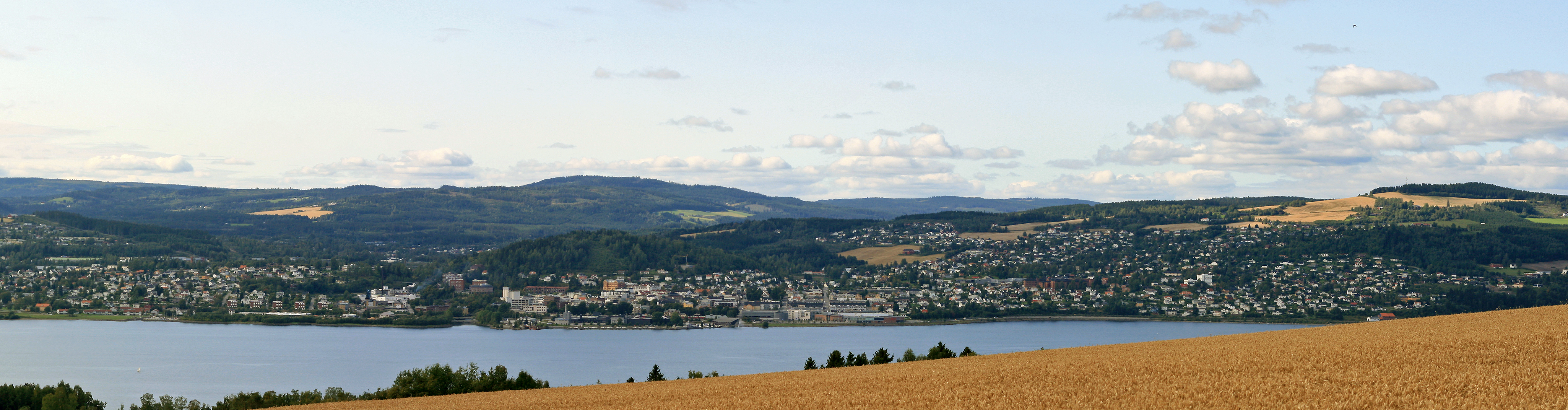
Panoràmica de Gjøvik.

### Clima
| Dades climàtiques a Vågå           | Dades climàtiques a Vågå | Dades climàtiques a Vågå | Dades climàtiques a Vågå | Dades climàtiques a Vågå | Dades climàtiques a Vågå | Dades climàtiques a Vågå | Dades climàtiques a Vågå | Dades climàtiques a Vågå | Dades climàtiques a Vågå | Dades climàtiques a Vågå | Dades climàtiques a Vågå | Dades climàtiques a Vågå | Dades climàtiques a Vågå |
| Mes                                | gen                      | febr                     | març                     | abr                      | maig                     | juny                     | jul                      | ag                       | set                      | oct                      | nov                      | des                      | anual                    |
| ---------------------------------- | ------------------------ | ------------------------ | ------------------------ | ------------------------ | ------------------------ | ------------------------ | ------------------------ | ------------------------ | ------------------------ | ------------------------ | ------------------------ | ------------------------ | ------------------------ |
| Mitjana diària °C (°F)             | −7,5                     | −7.9 (17.8)              | −2.6 (27.3)              | 2.6 (36.7)               | 9.1 (48.4)               | 14.0 (57.2)              | 15.4 (59.7)              | 14.4 (57.9)              | 9.5 (49.1)               | 5.0 (41)                 | −1.0 (30.2)              | −5.4 (22.3)              | 3.8 (38.8)               |
| Precipitació mitjana mm (polzades) | 44 (1.73)                | 25 (0.98)                | 37 (1.46)                | 37 (1.46)                | 47 (1.85)                | 69 (2.72)                | 78 (3.07)                | 83 (3.27)                | 73 (2.87)                | 74 (2.91)                | 61 (2.4)                 | 46 (1.81)                | 684 (26.93)              |
| Font: eklima.met.no                |                          |                          |                          |                          |                          |                          |                          |                          |                          |                          |                          |                          |                          |

## Economia

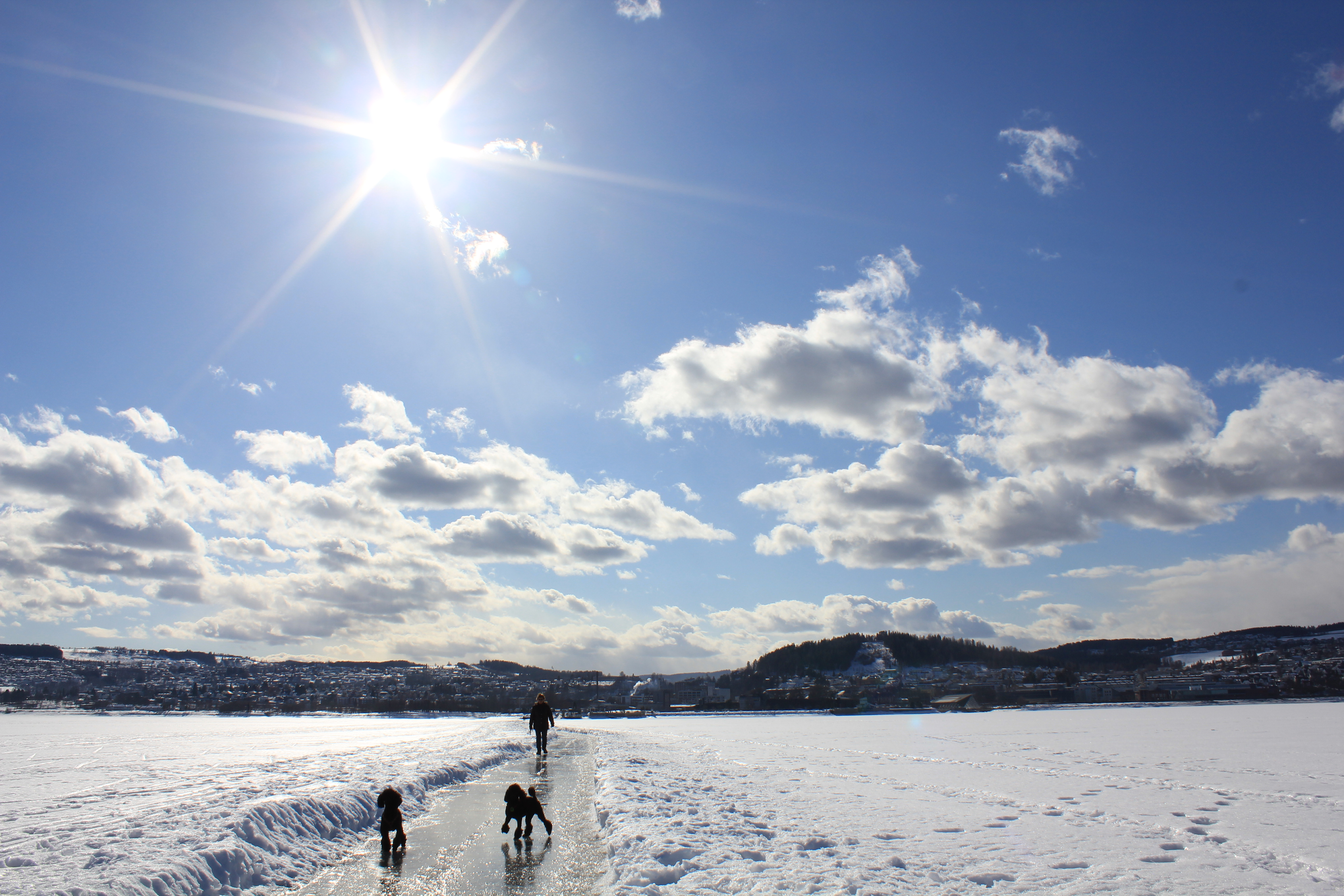
Durant l'hivern, quan el Mjøsa està glaçat, molta gent passeja damunt del llac.

Gran part del creixement inicial de Gjøvik és gràcies al funcionament de la fàbrica de vidre que va ser fundada el 1807 per Caspar Kauffeldt. Al començament del segle xix, hi va haver una important immigració des de Valdres i Vestlandet, el que va impulsar el creixement de Gjøvik. Gjøvik va ser elevada a ciutat el 1861. Una altra de les seves empreses destacades, la signatura O. Mustad & Són, establerta a Gjøvik, es va convertir en un dels més grans fabricants del món d'hams per a la pesca.
Les empreses Hoff Potetindustrier, Hunton Fiber i Natre Vinduer són algunes de les indústries assentades a Gjovik. Allà es troba una terminal de tren i hi ha un port d'una antiga línia de trànsit lacustre, que ara opera el vaixell turístic Skibladner.

## Ciutats agermanades
Gjøvik manté una relació d'agermanament amb les següents localitats:
- - Álftanes, Gran Reykjavik, Islàndia
- - Gävle, Comtat de Gävleborg, Suècia
- - Næstved, Regió de Selàndia, Dinamarca
- - Rauma, Finlàndia Oriental, Finlàndia
- - Stoughton, Wisconsin, Estats Units d'Amèrica